# Banu Aus

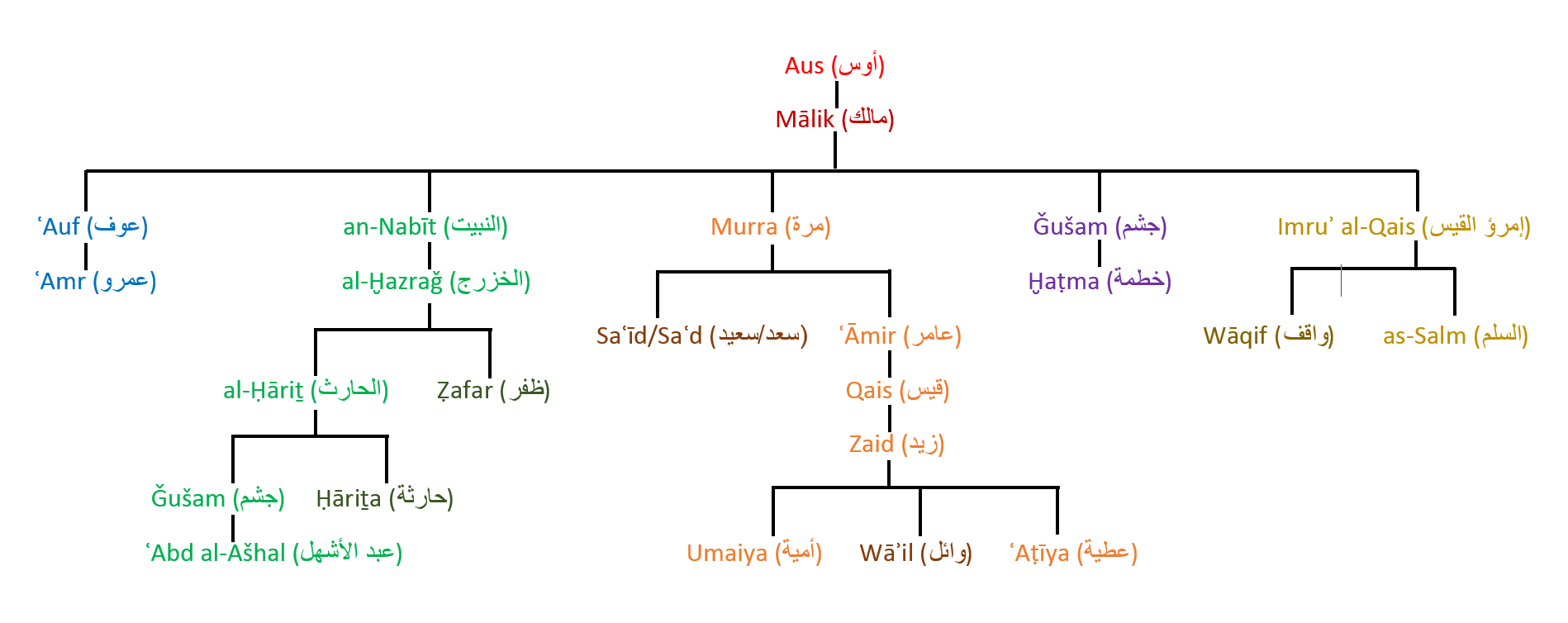
Tribos divergentes e outras vertentes durante a era de Maomé.

Banu Aus (em árabe: بنو أوس; romaniz.: Banu Aws) foi uma das tribos da Arábia durante a era de Maomé.

## História
Fontes xiitas dizem que a tribo era judia, enquanto uma fonte judia diz que as tribo Banu Aus e Banu Cazeraje eram tribos árabes do Iêmem que vieram para Medina no século IV. A fonte judia diz ainda que as duas tribos tomaram o controle de Medina dos judeus no século V da seguinte forma: "solicitaram ajuda do lado externo e massacraram traiçoeiramente, em um banquete, os principais judeus" .
Entretanto, todas as fontes concordam que Banu Aus e Banu Cazeraje tornaram-se hostis uma com a outra. Uma fonte xiita afirma que as tribos estiveram em luta por 120 anos e eram inimigos mortais.
A fonte judia afirma que estas tribos estavam em guerra na Batalha de Buate alguns anos antes do profeta islâmico Maomé migrar para Medina . Nesta época, existiam muitas tribos judaicas em Medina: Banu Nadir, Banu Curaiza, Banu Cainuca e muitas outras. Durante a Batalha de Buate, Banu Nadir e Banu Curaiza lutaram do lado de Banu Aus, enquanto que Banu Cainuca era aliada de Banu Cazeraje. Estas últimas foram derrotadas após uma batalha longa e desesperadora..
Em 622, Maomé e os muhajirun deixaram Meca e chegaram a Iatrebe, um evento que transformaria o panorama político e religioso completamente; a longa inimizade entre as tribos Aus e Cazeraje foi reduzida uma vez que muitos habitantes destas duas tribos adotaram o Islamismo.

## Pessoas
- Sade ibne Muade - chefe [5]
- Baxir ibne Saade líder
- Predefinição:Il [6]
- Sade ibne Caitamá ibne Alharite [6]
- Rifá ibne Abde Almondir ibne Zobair [6]